# Следственный осмотр
Следственный осмотр — следственное действие, заключающееся в непосредственном обнаружении и исследовании следователем объектов, имеющих доказательственное значение для уголовного дела.
Порядок проведения следственного осмотра определён в ст. 176-180 Уголовно-процессуального кодекса Российской Федерации.
Федеральным законом № 23 от 4 марта 2013 года была принята поправка к ст. 170 УПК РФ, которая установила, что понятые принимают участие в следственном осмотре по усмотрению следователя. Если по решению следователя понятые в следственном осмотре не участвуют, то применение технических средств фиксации хода и результатов следственного действия является обязательным. Если в ходе следственного действия применение технических средств невозможно, то следователь делает в протоколе соответствующую запись.
Различают:
- осмотр места происшествия;
- наружный осмотр трупа на месте обнаружения;
- эксгумация трупа;
- осмотр предметов;
- осмотр документов;
- осмотр животных;
- осмотр участков местности и помещений, не являющихся местом происшествия;
- освидетельствование.